# La Libertad megye (Peru)
La Libertad megye (a spanyol név jelentése: a szabadság) Peru egyik megyéje, az ország nyugati részén található. Székhelye Trujillo.

## Földrajz
La Libertad megye Peru nyugati részén helyezkedik el. Területének 15%-át egy száraz partmenti síkság teszi ki, 80%-ában az Andok magas hegyláncai húzódnak, ezen túl pedig mintegy 5%-ot erdős, hegyes vadon borít. A megye északnyugaton Lambayeque, északon Cajamarca és egy rövid szakaszon Amazonas, keleten San Martín, délkeleten Huánuco, délen Ancash megyével, nyugaton pedig a Csendes-óceánnal határos.

### Tartományai
A megye 12 tartományra van osztva:
- Ascope
- Bolívar
- Chepén
- Gran Chimú
- Julcán
- Otuzco
- Pacasmayo
- Pataz
- Sánchez Carrión
- Santiago de Chuco
- Trujillo
- Virú

## Népesség
A megye népessége a közelmúltban folyamatosan növekedett:
| Év   | Lakosság  |
| ---- | --------- |
| 1940 | 395 233   |
| 1961 | 597 925   |
| 1972 | 799 977   |
| 1981 | 982 074   |
| 1993 | 1 270 261 |
| 2007 | 1 617 050 |

## Képek

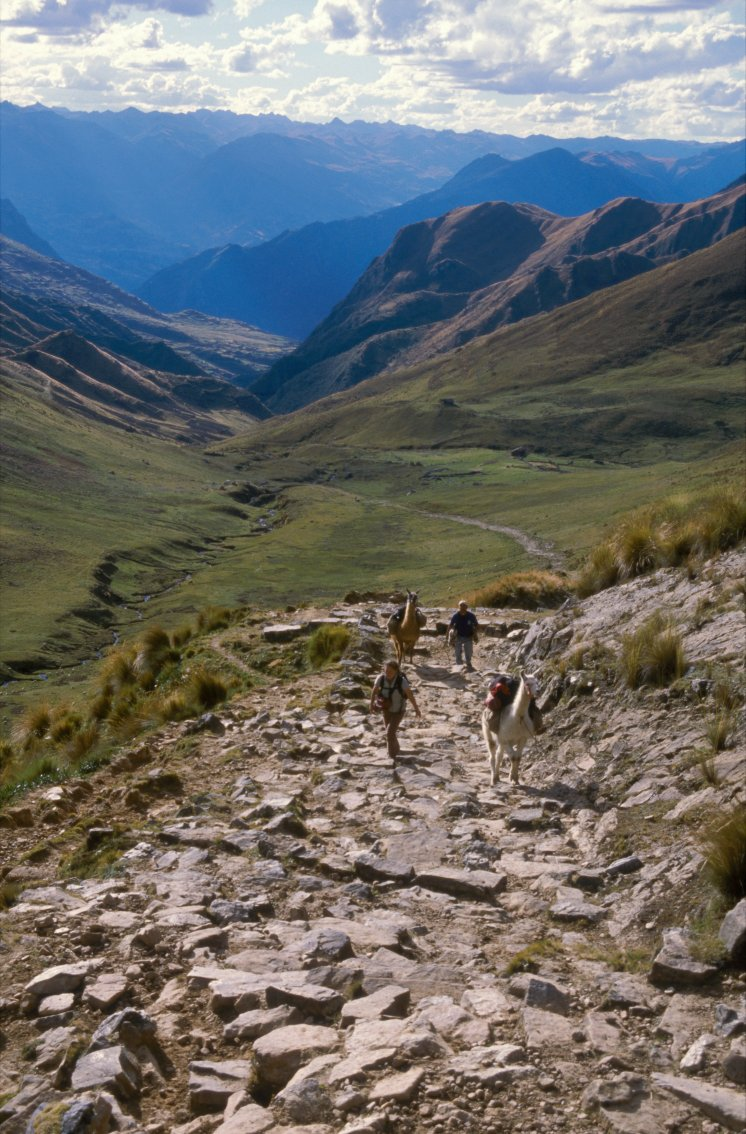
Egy ősi inka út
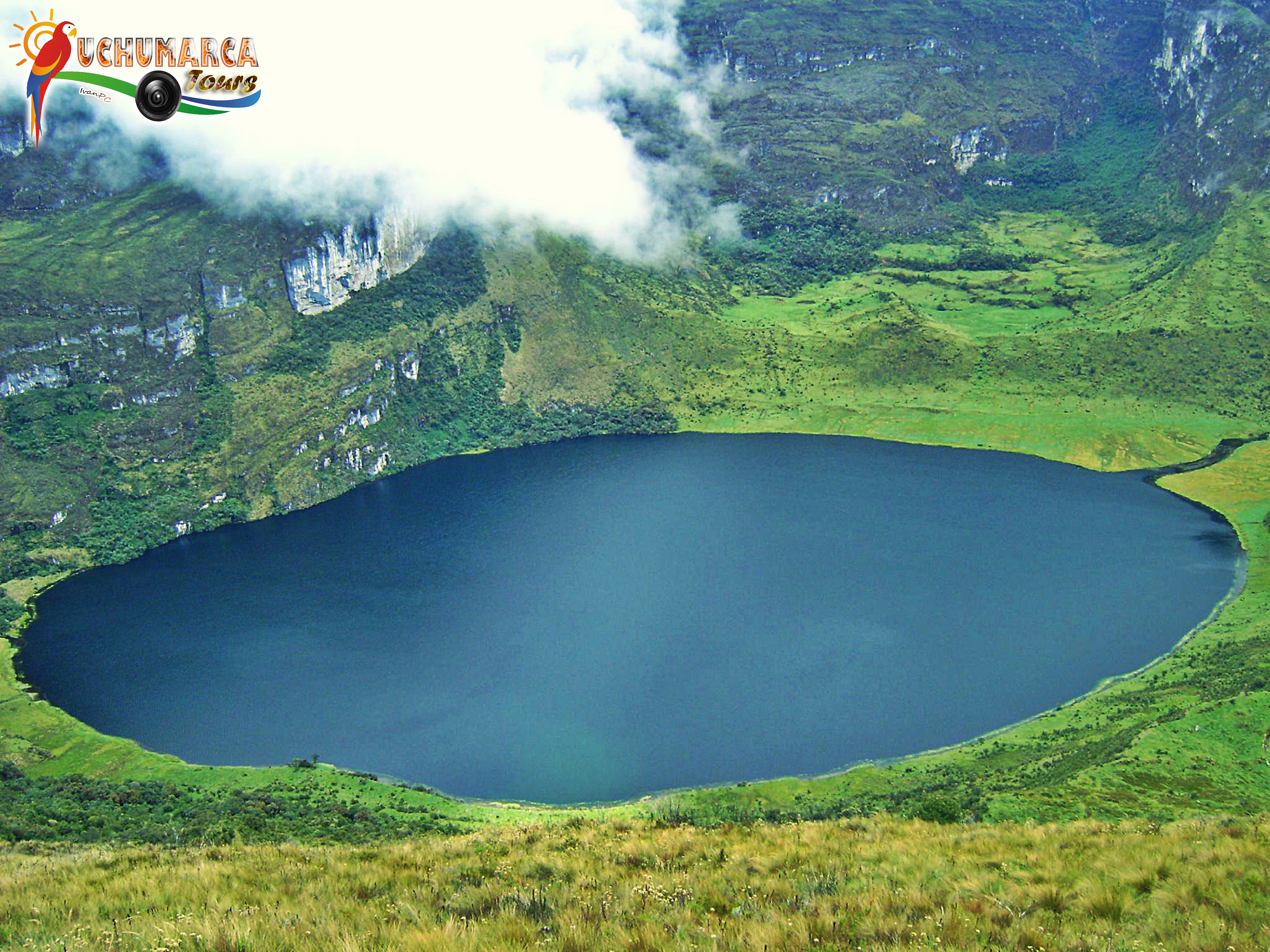
A Huayamba-tó
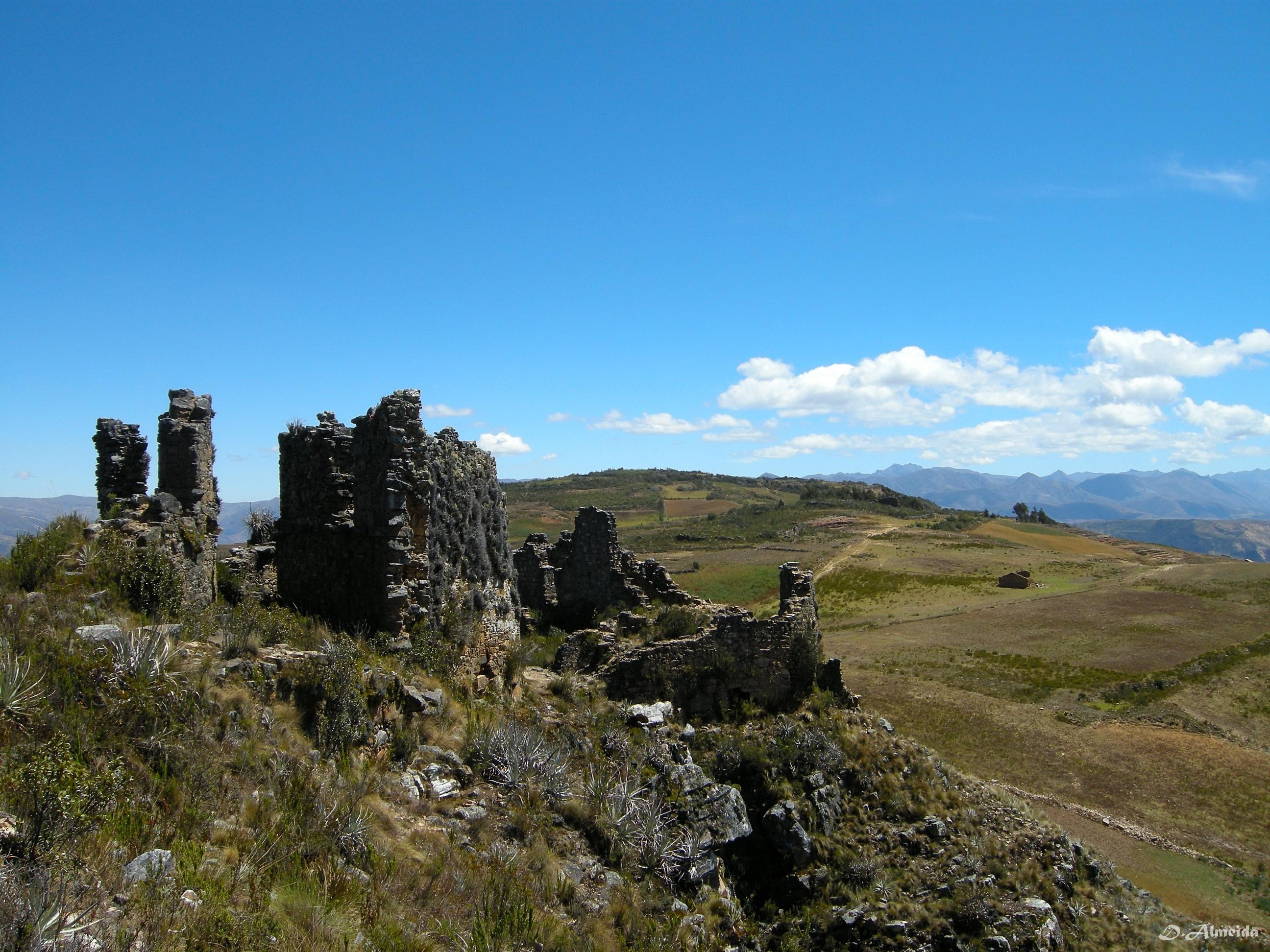
A Marcahuamachuco régészeti lelőhely
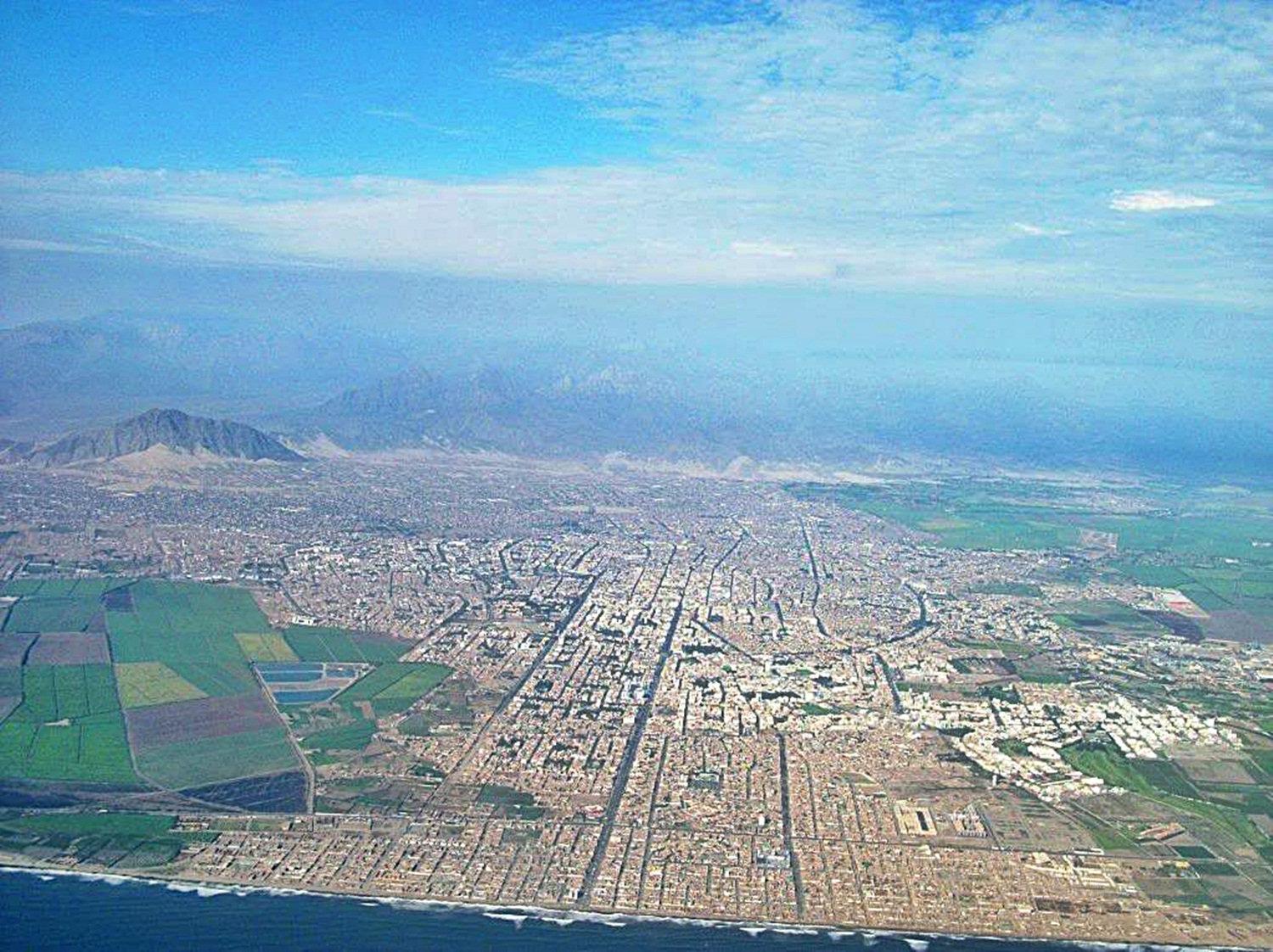
Trujillo városa